# Economia neoclassica
In economia con la locuzione economia neoclassica ci si riferisce ad un approccio generale alla disciplina economica basato sulla determinazione di prezzi, produzione e reddito attraverso il modello matematico di domanda e offerta.
La scuola di economia neoclassica è convenzionalmente fatta partire dagli anni 1871-1874, quando vennero pubblicate le prime opere sistematiche di William Stanley Jevons, Carl Menger e Léon Walras. Il nuovo modello, denominato marginalismo, tende a trasformare l'economia in una scienza esatta al pari della fisica, e si contrappone sia allo sviluppo marxista del pensiero degli economisti classici, sia alla scuola storica tedesca dell'economia.

## Principi della teoria neoclassica
Gli individui, secondo la teoria neoclassica, massimizzano una funzione di utilità vincolata dal reddito, e le imprese massimizzano i profitti essendo vincolate dalle informazioni e dai fattori della produzione. La teoria economica prevalente, almeno per quel che riguarda la microeconomia, si rifà alle ipotesi neoclassiche. La scuola neoclassica è spesso chiamata scuola marginalista.

## Predominio dell'approccio neoclassico
La teoria economica neoclassica copre l'area oggi denominata microeconomia, e assieme all'economia keynesiana costituisce la sintesi neoclassica che è dominante nella teoria economica attualmente insegnata nelle università. Ciò nonostante ci sono economisti contemporanei che hanno espresso critiche nei confronti del modello neoclassico, talvolta producendo formulazione aggiornate del modello stesso, e talvolta rifacendosi a modelli diversi.

## Principali economisti neoclassici
Alcuni fra i principali economisti neoclassici sono:
- John Bates Clark
- Antonio De Viti De Marco
- Francis Ysidro Edgeworth
- Irving Fisher
- William Stanley Jevons, con "La teoria dell'economia politica"
- Alfred Marshall, con i "Principi di economia"
- Carl Menger, con i "Principi di economia politica"[4]
- Maffeo Pantaleoni
- Arthur Cecil Pigou
- Vilfredo Pareto
- Enrico Barone
- Jacob Viner
- Léon Walras, con gli "Elementi di economia politica pura"